# Флеш меморија
Флеш меморија или флеш ЕЕПРОМ је врста ЕЕПРОМ (Electrically-Erasable Programmable Read-Only Memory) меморије. Флеш меморија представља електронски не-нестабилнии рачунарски медијум за складиштење, који се може електрично избрисати и репрограмирати.
Флеш меморија функционише тако што су два транзистора међусобно одвојена танким слојем оксида. Један од транзистора је познат као плутајућа врата, а други као контролна капија. Једина веза плутајуће капије са редом, или линијом речи, је кроз контролне капију. Докле год је ова веза на месту, ћелија има вредност 1. Да бисте променили вредност на 0, користи се занимљив процес који се зове Фовлер-Нордхеимов тунел.
Флеш меморија је представљена је од стране Toshiba-e 1984, флеш меморија је развијена уз помоћ ЕЕПРОМ-а (електрично избрисива програмабилна меморија само за читање). Постоје две главне врсте флеш меморије, која су именовани по НАНД и НОР логичким колима. Појединачне флеш меморијске ћелије показују унутрашње особине сличне онима код одговарајућих логичких кола.
Док ЕПРОМ-и морају бити потпуно избрисани пре него што се препишу, тип НАНД флеш меморије може да се пише и чита у блоковима (или странама), који су генерално много мањи него цео уређај. НОР тип флеш меморије омогућава упис једне машинске речи (бајт) - на обрисану локацију - или независно читање.
Тип НАНД се првенствено користи за меморијске картице, USB флеш дискове, полупроводничке (SSD) дискове (оне произведене у 2009. или касније) и сличне производе, за опште складиштење и пренос података. НАНД или НОР флеш меморија се такође често користе за складиштење података о конфигурацији у бројним дигиталним производима, задатак који је претходно омогућавао ЕЕПРОМ или статички РАМ са батеријама. Један значајан недостатак флеш меморије је коначан број читања / писања циклуса у одређеном блоку.
Пример примене обе врсте флеш меморије представљају персонални рачунари, ПДА, дигитални аудио плејери, дигиталне камере, мобилни телефони, синтисајзери, видео игре, научни инструменти, индустријска роботика, Медицинска електроника и тако даље. Поред тога што је не-нестабилна, флеш меморија нуди брзи приступ читању, једнако брз као и код динамичког РАМ-а, мада не тако брз као статички РАМ или РОМ. Његова механичка отпорност на ударце помаже да објасни своју популарност преко тврдих дискова у преносивим уређајима, као и своју високу издржљивост. У стању је да издржи висок притисак, температуру, потапање у воду, итд.
Иако је флеш меморија технички тип ЕЕПРОМ-а, термин "ЕЕПРОМ" се углавном односи на не-флеш ЕЕПРОМ који је обрисив у малим блоковима, типично битовима. Пошто су циклуси брисања спори, брисање великих блокова одједном јој дају значајну предност у односу на брзину не флеш ЕЕПРОМ меморије приликом писања велике количине података. Од 2013. године, флеш меморија кошта много мање него бајт-програмиран ЕЕПРОМ флеш меморија и то је постао доминантан тип меморије где год систем захтева значајну количину не-нестабилног, полупроводничког складиштења.

## Историјат
Флеш меморију (и НОР и НАНД врсту) је измислио др Фујио Масуока док је радио за Toshiba 1980-те.Према Toshibi, назив "Флеш" је предложио Масуоков колега, Схоји Ариизуми, јер га је процес брисања меморијских садржаја подсетио на блиц камере. Масуока је са колегама представио изум на ИЕЕЕ 1984 Интернационалном скупу за електронске уређаје (ИЕДМ) који је одржан у Сан Франциску.
У Интел корпорацији су видели огроман потенцијал проналаска и представили први комерцијални НОР тип флеш чипа у 1988. НОР-базиран флеш поседује дуго време брисања и писања, али обезбеђује потпуне адресне и магистрале података, омогућавајући случајан приступ било којој меморијској локацији. Тиме представља погодну замену за старије меморија само за читање (РОМ) чипове, који се користе за чување програмског кода који ретко треба да буде ажуриран, као што је БИОС рачунара или уопштено фирмвера неког уређаја. Његова издржљивост може бити од 100 циклуса брисања за интегрисану флеш меморију, до 100.000 циклуса брисања, па и 1.000.000 за остале типове. НОР-базиран флеш је био основа за најраније преносиве медије које су користиле флеш технологију; Компакт флеш је првобитно био базиран на овој технологији, мада су касније картице почеле да користе јефтинији НАНД флеш.
Код НАНД флеша је смањено време брисања и писања, и захтева мање чипове по ћелији, омогућавајући већу густину складиштење и нижу цену по биту од НОР флеша; Такође, има и до десет пута већу издржљивост од НОР флееша. Међутим, У/И интерфејс НАНД флеша не обезбеђује случајно-приступну спољно-адресну магистралу. Уместо тога, подаци морају бити прочитани на блоковној основи, са типичном величином блока од неколико стотина до неколико хиљада битова. То чини НАНД флеш неодговарајућим за брзу замену за програм РОМ, јер већина микропроцесора и микроконтролера захтевају случајан приступ на нивоу бајта. У том смислу, НАНД флеш је сличан осталим секундарним уређајима за складиштење података, као што су тврди дискови и оптички медији, па је тако врло погодан за коришћење у уређајима за масовно складиштење, као што су меморијске картице. Први формат преносивог медија на бази НАНД технологије је био СмартМедиа 1995. године, а многи други су следили, укључујући:
- Мултимедијална картица
- Секјур дигитал
- Меморијски стик, и кд-сликовна картица.

Нова генерација формата меморијских картица, укључујући и РС-ММЦ, миниСД и микроСД, и интелигентни стик, имају изузетно мале димензије. На пример, микроСД картица има површину од 1,5 cm², са дебљином мањом од 1 мм. МикроСД је, од марта 2015. године, капацитета у распону од 64 MB до 200 GB.

## НОР флеш
У оквиру НОР флеша, свакој ћелији је један крај директно повезан на уземљење, а други крај је повезан директно на битну линију. Овај аранжман се зове "НОР флеш", јер се понаша као НОР логичко коло: када је једна од речи линије (повезаних са ЦГ од ћелије) подигнута, одговарајући складишни транзистор делује како би спустио излазну бинту линију. НОР флеш наставља да буде технологија избора за уграђене апликације које захтевају дискретну трајну меморију уређаја. Ниска кашњења при читању карактеристика НОР уређаја омогућава и за непосредно извршење кода и складиштење података у једном меморијском производу.

### Програмирање
Један ниво НОР флеш ћелија је у свом подразумеваном стању логично еквивалентан бинарној вредности "1", јер ће струја тећи кроз канал применом одговарајућег напона на 
контролним вратима, тако да битлине напон бити спуштен. НОР флеш ћелија може да се програмира, или може да буде постављена на бинарну вредност "0", према следећој процедури:
- повишен напон (типично> 5 В) се примењује на ЦГ
- канал је сада укључен, тако да електрони могу да теку од извора до сливника (под претпоставком да је ту НМОС транзистор)
- Изворна струја је довољно висока да изазове неке електроне високе енергије да скоче кроз изолациони слој на ФГ, преко процеса под именом топло-електрон убризгавање.

### Брисање
Да бисте обрисали НОР флеш ћелију (ресетовање на стање "1"), велики напон супротног поларитета се примењује између ЦГ и изворног терминала, вуче електроне од ФГ квантним тунелингом. Модерни НОР флеш меморијски чипови су подељени у бришуће сегментие (често звани блокови или сектори). Операција брисање се може извршити само на блоковној основи; све ћелије у једном сегменту за брисање морају бити избрисане заједно. Програмирање НОР ћелија, међутим, генерално се може изводити по један бајт или реч истовремено.

## НАНД флеш
НАНД флеш такође користи транзисторе са плутајућим капијама, али су повезани на начин који подсећа на НАНД капије: неколико транзистора је повезани у низу, а бит линија је спуштена само ако су све линије речи подигнуте (изнад ВТ транзистора). Ове групе су тада повезане преко неких додатних транзистора у НОР-стилу низа бит линија на исти начин на који су појединачни транзистори повезани у НОР флешу.
У поређењу са НОР флешом, замена појединачних транзистора са серијским повезаним групама додаје додатни ниво адресирања. Док се НОР флеш може обратити меморији по страници па речи, НАНД флеш се може обратити по страници, речи и биту. Адресирање на нивоу бита одговара битско-серијским апликацијама (као што је емулација чврстих дискова), који приступају меморији по један бит у исто време. Апликације које се извршавају директно из меморије, с друге стране, захтевају да се сваком биту у речи може приступати истовремено. То захтева адресирање на нивоу речи. У сваком случају, и бит и реч модови адресирања су могући и са НАНД и са НОР флеш меморијом.
Приликом читања, прво се одабира жељена група (на исти начин на који је појединачни транзистор изабран из НОР низа). Даље, већина линија речи иде изнад ВT од програмираног бита, док се једна од њих извукла тик изнад ВТ једног избрисаноg бита. Група серија ће спровести (и повући линију бита надоле) ако изабрани бит није програмиран.
Упркос додатним транзисторима, смањење каблова за уземљење и бит линија омогућава гушћи извод и већи капацитет складиштења по чипу. (каблови за уземљење и бит линије су заправо много шири од линија у дијаграмима). Поред тога, НАНД флешу је обично дозвољено да садржи одређени број грешака (од НОР флеша, који се користи за БИОС РОМ, се очекује се да ће бити без грешака). Произвођачи покушавају максимизују количину употребљивог складишта смањивањем величине транзистора.

## Капацитет
Више чипова је често постављено у низу ко би могли да постигну веће капацитете за употребу у потрошачким електронским уређајима као што су мултимедијални плејери или ГПС уређаји. Капацитет флеш чипова углавном прати Муров закон јер су произведени са истим техникама за интегрисана кола и опреме.
Потрошачки уређаји флеш меморије обично се рекламирају са употребљивим величинама изражених као мали цео број степенован на 2 (2, 4, 8, итд) и ознака мегабајта (МБ) или гигабајта (ГБ); нпр, 512 MB, 8 GB. Ово укључује полупроводничке (SSD) дисковекоји се рекламирају као замена за тврде дискове, који користе децималне префиксе. Према томе, SSD диск означен као "64 ГБ" садржи најмање 64 × 1,0003 бајта (64 ГБ). Већина корисника ће имати нешто мањи капацитет од наведеног на располагању за своје фајлове, због простора који заузимају системски метаподаци.
Флеш меморијски чипови унутар њих су величине у строгим бинарним мултипликаторима, али стварни укупни капацитет чипова није употребљив у оквиру интерфејса уређаја. Исти је знатно већи од рекламираног капацитета како би се омогућиле дистрибуције уписа (нивелисање услед потрошње), за упаривање, за кодове за исправљање грешака, као и за друге метаподатке које су потребни унутрашњем фирмверу уређаја.
У 2005. години, Toshiba и СанДиск су развили НАНД флеш чип способан за складиштење 1 GB података коришћењем технологије ћелија на више нивоа (МЛЦ), способну за складиштење два бита података по ћелији. У септембру 2005. године, компанија Самсунг електроникс саопштила је да је развила први светски 2 GB чип.
У марту 2006. године, Самсунг је најавио флеш дискове са капацитетом од 4 GB, у суштини исти ред величине као мањи лаптоп хард дискови, а у септембру 2006. године, Самсунг је најавио 8 GB чип произведен коришћењем процеса производње од 40 нм. У јануару 2008. године, Трансценд је најавио доступност својих 16 GB микроСДХЦ и 32 GB СД картица плус.
Новији флеш драјвови (од 2012) имају много веће капацитете од 64, 128, и 256 GB.
Заједнички развој Интел-a и Миkрон-a ће омогућити производњу од 32-слојног 3,5 терабајтног (ТБ) НАНД флеш стикова и 10 ТБ SSD диск стандардне величине. Уређај садржи 5 пакета од 16 пута 48 GB ТЛЦ (ћелије троструког нивоа) ćelija, користећи дизајн плутајућих капија ћелије.
И даље ће постојати производња флеш чипова са капацитетима испод или око 1 MB, нпр, за БИОС-РОМ и уграђених апликација.

## Скалабилност
Због релативно једноставне структуре и велике потражње за већим капацитетом, НАНД флеш меморија је најагресивније смањивана технологија међу електронским уређајима. Тешка конкуренција међу првих неколико произвођача само повећава агресивност у смањивању правила дизајна или чвора технолошких процеса. Иако је очекивано смањивање дупло сваке три године по оригиналној верзији Муров закона, недавно је убрзано у случају НАНД Флеша на две године.
| ITRS or company            | 2010     | 2011  | 2012               | 2013        | 2014                  | 2015               | 2016         |
| -------------------------- | -------- | ----- | ------------------ | ----------- | --------------------- | ------------------ | ------------ |
| ITRS Flash Roadmap 2011    | 32 nm    | 22 nm | 20 nm              | 18 nm       | 16 nm                 |                    |              |
| Updated ITRS Flash Roadmap |          |       |                    |             | 17 nm                 | 15 nm              | 14 nm        |
| Samsumg Samsung 3D NAND    | 35-32 nm | 27 nm | 21 nm (MLC, TLC)   | 19 nm       | 19-16 nm V-NAND (24L) | 12 nm V-NAND (32L) | 12 nm        |
| Micron, Intel              | 34-25 nm | 25 nm | 20 nm (MLC + HKMG) | 20 nm (TLC) | 16 nm                 | 3D-NAND            | 3D-NAND Gen2 |
| Toshiba, Sandisk           | 43-32 nm | 24 nm | 19 nm (MLC, TLC)   |             | 15 nm                 | 3D NAND BiCS       | 3D NAND BiCS |
| SK Hynix                   | 46-35 nm | 26 nm | 20 nm (MLC)        |             | 16 nm                 |                    |              |

Како величина флеш меморијских ћелија достиже минимум ограничење, додатна повећавања густине меморије ће бити вођени већим нивоом МЛЦ (технологије ћелија на више нивоа), највероватније 3-Д слагање транзистора, и побољшањем процеса производње. Смањење издржљивости и повећање непоправљивих брзина бит грешака које прате скупљање може се компензовати побољшаним механизмима исправљања грешака. Чак и са овим напретком, неће бити могуће економично скалирати флеш меморију на још мање, пошто се капацитет за смештај електрона смањује. Многи обећавају да су нове технологије (као што су ФеРАМ, МРАМ, ПМЦ, ПЦМ, РеРАМ, и друге) у истраживању и развоју као могуће више скалабилне замене за флеш.

## Даљи развој флеш меморија
Флеш меморија се брзо мења, са бројним иновацијама које се крећу од уређаја мањих обима до мејнстрим уређаја. Компаније као што су Интел и Самсунг предвиђају велики напредак са 3Д НАНД, где је основна архитектура флеш меморије (један транзистор-по-ћелији) наслагана у тродимензионалне низове у чипу. Интел у сарадњи са својим партнером Микроном, предвиђа 48 GB по чипу у наредној години, комбинујући 32-дубоку 3Д НАНД са ћелијама на више нивоа (МЛЦ) која дуплира складиштење по транзистору. Компанија каже да ће то створити 1ТБ SSD диск који ће се уклопити у форм-фактор мобилних уређаја и бити много конкурентнији са потрошачким тврдим дисковима - и даље око пет пута јефтиније у тој величини - и 10ТБ класа за предузећа SSD дискова, до 2018. године.
Друга технологија која је на путу да постане зрелија у 2015., је ћелија троструког нивоа (ТЛЦ) флеша. Оригиналне флеш меморијске ћелије се често описују као нешто што поседује један од два напона који се чувају у њима, један за вредност 1 и други за вредност 0. Ово није сасвим тачно: прецизније је да ћелија садржи низ напона, са једним оспегом напона са значењем 1. и другог опсега напона са значењем 0. Ови распони могу бити прилично широки и широко раздвојени, омогућавајући околним струјним колима да убацују довољно добар напон при упису и лако суочавање са незгодним излазима приликом читања.
МЛЦ, ћелије на више нивоа, имају четири опсега напона који одговарају 00, 01, 10 и 11 - еквиваленто са две ћелије на једнмм нивоу и на тај начин се добија двострука густина у истом простору. Ово долази са значајним додатним потешкоћама, а читање и упис су спорији, животни век је краћи и појављује се више грешака. Међутим, са двоструким капацитетом за исте величине (тј. цене) такви проблеми могу бити превазиђени.
Велика разлика за 2015. годину је сазревање технологије драјвера за превазилажење брзине ТЛЦ-а, радног века и поузданости. Као и код врхунских процесора и комуникације, кључ за економски развој представља предвиђање, карактеризацију и пројектовање за отклон грешкака. Један приступ, по дизајнеру чипова драјвера, Силицон Мотион, користи три основна слоја за управљање грешкама. ТЛЦ још увек има неке велике проблеме који ће ограничити његову примену, као што је много мањи лимит за упис у току свог живота, што би могло првенствено да се користи за брзи приступ једног-уписа у архивама, као што је кориснички облак података.